# Bubekia carolinensis
Bubekia carolinensis är en stekelart som först beskrevs av William Harris Ashmead 1896.  Bubekia carolinensis ingår i släktet Bubekia och familjen puppglanssteklar. Inga underarter finns listade.